# Digg
Digg es un sitio web 2.0 principalmente sobre noticias de ciencia y tecnología. Combina marcadores sociales, blogging y sindicación con una organización sin jerarquías, con control editorial democrático, lo cual permite que se publiquen artículos sobre una gran variedad de géneros.
Los usuarios envían relatos de noticias y recomendaciones de páginas web y los ponen a disposición de la comunidad, quien las juzga, y cuyo característico sistema valorativo se mide según la calificación de los usuarios.

## Funcionamiento
Los lectores pueden leer los artículos recomendados por otros en la sección "digg all". Cuando una historia recibe suficientes votos (unos treinta o en un determinado intervalo de tiempo) se publica en portada. En caso contrario o si muchos usuarios notificaren fallo, la historia permanecería en el área "digg all" donde podría eventualmente ser borrada.
Los artículos son breves resúmenes de páginas con enlace hacia la historia y presentados a la comunidad para que la comenten. Todo el servicio es gratis, aunque es necesario registrarse para enviar, promocionar y comentar noticias.
Digg también permite la publicación de historias en el blog de los usuarios, los mismos diggean un relato.
Hasta julio de 2006 ya se han registrado en Digg más de cuatrocientos mil usuarios.
Originalmente, las historias pueden ser publicadas en dieciséis diferentes categorías que incluyen: Ofertas, Juegos, Enlaces, Mods, Música, Robots, Seguridad, Tecnología, Apple, Diseño, Hardware, Linux/Unix, Películas, Programación, Ciencia y Software. Una categoría aislada y titulada como Digg News (Noticias Digg) está reservada para que los administradores envíen anuncios especiales relacionados con el sitio.
Con el lanzamiento de Digg 3.0 el 26 de junio de 2006 las categorías han sido divididas en 6 contenedores: Tecnología, Ciencia, Mundo y Negocios, Videos, Entretenimiento, Juegos, con sus subcategorías. Por ejemplo, el contenedor de "Tecnología" incluye las siguientes categorías: Apple, Diseño, Gadgets, Hardware, Noticias de la Industria Tecnológica, Linux/Unix, Mods, Programación, Seguridad, Software y Detalles Técnicos.

## Características del sitio

### Notificación de fallos
Para eliminar el envío de duplicados, spam o historias ofensivas, Digg.com permite a los usuarios proporcionar información sobre las publicaciones: cuando una historia ha sido reportada suficientes veces, el software de Digg la elimina automáticamente de la lista.
Entre otras, las opciones de notificación de fallos para las historias son: historia duplicada, spam, tema incorrecto.

### Valoración de comentarios
El 4 de marzo de 2006, Digg creó un sistema de comentarios basado en hilos (threads) que permite responder a los comentarios sin tener que citar textos textualmente, aunque únicamente posee dos niveles de profundidad.
Los usuarios valoran los comentarios de otros usuarios, lo que permite ocultar comentarios rechazables. Los comentarios están bajo un sistema digg igual que los artículos. Los comentarios pueden ser votados (dugg) haciéndolos más visibles, o sepultados (buried) ocultándolos hasta el momento en que un usuario haga clic en el enlace "mostrar comentario".

## Historia
Digg comenzó como un experimento en noviembre del 2004 por Kevin Rose, Owen Byrne, Ron Gorodetzky, y Jay Adelson (quien es el CEO), todos hasta el momento juegan un papel administrativo dentro del sitio.
"Empezamos trabajando en un sitio de desarrollo allá por octubre de 2004," dice Kevin Rose a Richard McManus de ZDNet "Empezamos jugando con la idea unos meses antes de ello, pero fue a principios de octubre cuando comenzamos la creación de lo que llegaría a ser la versión beta de Digg. El sitio se abrió a internet el 5 de diciembre del 2004".
Si bien el dominio de Digg está registrado bajo el nombre de Jerimiah Udy, él no es uno de sus fundadores, pero es muy amigo de Kevin Rose. El dominio fue registrado con aquel propietario porque Rose no quería que otros supieran que él estaba asociado a Digg. Quiso un Digg que se pudiera sostener en pie por sí solo y no llegara a ser una simple gaceta de mensajes para sus cosas personales.
El amigo de Kevin Rose, David Prager (The Screen Savers, This Week in Tech) desde un principio quiso llamar "Diggnation" al sitio, pero Kevin prefirió un nombre más simple: "Digg" porque los usuarios estaban autorizados a 'digear' (del inglés dig: cavar) historias ajenas a las recién enviadas y levantarlas hasta la página principal. El sitio fue llamado "Digg", también, porque el dominio dig.com fue previamente registrado por la compañía Walt Disney.
"Diggnation" fue eventualmente usada como título del podcast semanal de Kevin Rose y Alex Albrecht. (ver Podcast)
El diseño original fue creado por Dan Rice. En un principio no tenía publicidad incluida, pero como Digg llegó a ser más popular, Google AdSense fue agregado para generar aranceles. El sitio fue actualizado en julio del 2005 a la versión 2.0. Las nuevas características de Digg fueron una lista de amigos, la habilidad de "Diggear" unas historia sin ser redireccionado a una página del tipo "Publicación terminada satisfactoriamente", y la nueva interfaz diseñada por Daniel Burka, de la diseñadora de páginas webs Silverorange. Después de creada, algunos usuarios se quejaron de su complejidad en relación con el anterior diseño de Digg, etc. El grupo de desarrolladores aseguró que en las versiones futuras probablemente será implementado un diseño más simplificado. Un lunes 26 de junio de 2006, se lanzó la v3.0 de Digg con categorías específicas para Ciencia, Tecnología, Mundo y Negocios, Videos, Entretenimiento y Juegos así como una sección de "Ver todas" donde se unían todas las categorías en una sola.
Digg ha crecido enormemente gracias a los envíos que algunas veces crean un repentino enjambre de tráfico al sitio de "diggeo" (redacción de temas). Esto es conocido por algunos usuarios como "el Efecto Digg" y por otros cuantos como que el sitio ha sido "diggeado hasta morir" (dugg to death). Sin embargo, en la mayoría de los casos las historias son enlazadas en muchos de los sitios de bookmarking al mismo tiempo, por ejemplo, una historia puede ser vinculada simultáneamente en Fark.com, Boingboing.net y Slashdot.org. En algunos casos, el impacto del efecto digg es difícil de evaluar.

### Cronología
- 2004 - diciembre: Digg.com aparece en la web.
- 2005 - julio: Digg se muestra con un nuevo diseño en la versión 2.0.
- 2005 - octubre: Digg recibe $2.8 millones por iniciativa de grupos e inversionistas para financiar su continuo crecimiento.[3]
- 2005 - noviembre: Digg.com sobrepasa la marca de los 100.000 usuarios registrados.
- 2005 - diciembre: "Digg Spy" es incorporado y optimizado a Digg Spy v2.0 con nuevas características que incluyen un nivel vivo y dinámico de búsquedas detrás-de-cámaras en los envíos de historias, diggeos, comentarios enviados y cosas por el estilo. La barra de navegación a la derecha también recibió un nuevo diseño.[4]
- 2006 - febrero: Digg es enlistado en Alexa  como uno de los 500 sitios más visitados en Internet.[5]
- 2006 - marzo: El Equipo Digg lanzó un nuevo sistema de comentarios basado en hilos para los usuarios. Sobrepasa los 200.000 usuarios registrados.
- 2006 - abril: Supera al rival, Slashdot, y entra al top 100 de los sitios en internet del ranking de Alexa.
- 2006 - junio 26: Digg permanece fuera de servicio por la actualización hacia la versión 3.0 a las 12:14 UTC. La actualización fue completada satisfactoriamente a las 13:05 UTC.
- 2010 - agosto: Se lanza la versión 4.0 de Digg, planteada para priorizar los contenidos patrocinados, por lo que es extremadamente impopular.
- 2012 - julio: La empresa Betaworks compra Digg.[6]

## Guardia En línea
Digg es frecuentemente usado para incentivar a usuarios de internet al vigilantismo. En muchos de los casos los miembros han tenido que, presumiblemente en actos de vigilantismo, colapsar sitios de internet y negocios con ataques DOS (de negación de servicio) en respuesta a historias publicadas por ciertos usuarios. Ejemplos de estos incluyen:
- Cuando un usuario publicó una historia sobre los movimientos de negocios de una tienda de cámaras en línea, algunos usuarios respondieron con llamadas telefónicas a la tienda y saboteando al sitio, dañando la funcionalidad de la compañía. Muchos usuarios siguieron con esta actividad e incluyeron comentarios instruyendo a otros acerca de cómo ser partícipes en ataques de esa índole.

- Digg se ha considerado un importante generador de tráfico e intereses. El sitio Web [StolenSidekick describió cómo una chica encontró en un taxi el celular del creador de la página y había rehusado devolverlo. Después del post en Digg y en sitios como Slashdot, la chica fue identificada y hostigada en su página de MySpace y en la vida real.[7]

## Críticas
Muchos han expresado su inquietud sobre la creciente influencia de Digg como una nueva fuente. La confianza que los usuarios tienen hacia el sitio para enviar historias y moderar su prominencia ha sido criticada por falsos reflejos e información errada y de redacción pobre.  Algunos envíos han sido significativamente publicitados:
- Información imprecisa y sin verificar acarrea un número de "diggs" simplemente por lectores interesados y potencialmente tiene un efecto negativo. Un buen ejemplo de esto es cuando una historia mandada a la página principal escrita aparentemente por la compañía de videojuegos Stardock buscaba gente para piratear uno de sus lanzamientos recientes: Galactic Civilizations II ; esto forzó a Stardock a publicar una refutación en su sitio web, la cual acabó en la corrección del artículo de Digg por parte del usuario en unas cuantas horas; la corrección, sin embargo, se caracterizó por citar mal el nombre del juego y del publicante.  (enlace roto disponible en Internet Archive; véase el historial, la primera versión y la última)..

- Usuarios y URLs específicas se pueden enviar a una lista negra basada en las quejas de otros usuarios o bajo la petición del administrador, quien habrá de concluir qué sitios o usuarios serían eliminados.   Archivado el 13 de agosto de 2010 en Wayback Machine.

- Aun cuando Digg es considerado como un sitio basado en el manejo de usuarios con un sistema de edición sin jerarquías, ha habido recientes reclamaciones de intervención por parte de editores para promocionar historias ciertas, dejándolo a los usuarios. Los mismos editores acusados de esconder estos hechos por medio de la censura de historias que mencionan y baneando usuarios que las han publicado. El fundador Kevin Rose responde culpando a la promoción de usuarios más que al personal. Una Exposé por "tech blog" Forever Greek ('por siempre griego')  descubrió que lo que en realidad pasó fue la obvia intervención de los editores para promover o sepultar historias, eludiendo la elección de usuarios.  Esto también implicó al mismo Kevin Rose por diggear ciertas historias exactas en el orden exacto como los usuarios, por consiguiente, haciéndolo cómplice de la promoción. Un análisis estadístico de diggs mostró que un promedio de 7-8 usuarios diggeó otras historias dentro de los primeros 24 diggs per historia que hizo la página principal, y Kevin Rose diggeó 28% de esas historias en los primeros 24 diggs. Las acusaciones fueron enviadas extensivamente por Rose en una apariencia en This Week in Tech. . Tanto en aquel podcast como en el blog oficial de Digg, especificó que los cargos se basaban en una coincidencia (dos historias en las que se encontró a Rose como la 17° persona que diggeó ), y que todo ocurrió después de que los usuarios de Forever Greek fueran baneados automáticamente por inflar las cuentas digg de sus historias.

- Esto hace aparentar que los usuarios a menudo diggearán una historia basada solamente en el encabezado o propósito del tópico, y en algunos casos incluso sin leer el artículo; por ejemplo, un envío saludando a The Pirate Bay, con un texto completamente en sueco.

- El sistema de comentarios es visto siempre como un sistema predispuesto desde publicaciones que reciben ya diggs negativos de tipos de lectores anónimos, esto a menudo resuelto en comentarios que no son ni críticas o van otra vez a la opinión prevaleciente en el sitio a ser bloqueado de la vista normal aún si no son considerados ofensivos o de contenido pobre. Estos comentarios, sin embargo, pueden ser mostrados clickeando en el botón "Mostrar Comentario" localizado en la parte superior de la esquina del post; puede también cambiar sus preferencias de vista de forma que los comentarios "escondidos" sean siempre visibles para usted.